# Cadel Evans Great Ocean Road Race 2017
La 3e édition de la Cadel Evans Great Ocean Road Race a lieu le 29 janvier 2017. Elle fait partie du calendrier UCI World Tour 2017 en catégorie 1.UWT et constitue sa deuxième épreuve, une semaine après la fin du Tour Down Under. C'est la première fois qu'elle fait partie du calendrier mondial, elle faisait précédemment partie de l'UCI Oceania Tour, et était de catégorie 1.1 en 2015 et de catégorie 1.HC en 2016.

## Présentation

### Équipes
| WorldTeams (13)- Bora-Hansgrohe - Katusha-Alpecin - Orica-Scott - Team Sunweb - Quick-Step Floors - Lotto-Soudal - AG2R La Mondiale - BMC Racing Team - Cannondale-Drapac - Dimension Data - Lotto NL-Jumbo - Sky - Trek-Segafredo Équipes continentales professionnelles (4)- Aqua Blue Sport - Gazprom-RusVelo - Roompot-Nederlandse Loterij - UnitedHealthcare Équipe nationale- Australie |
| |

## Classements

### Classement final
.
| \| Classement général \| Classement général \| Classement général \| Classement général \| Classement général \| \| Coureur \| Coureur \| Pays \| Équipe \| Temps \| \| ------------------ \| ------------------ \| ------------------ \| ------------------ \| ------------------ \| \| 1er \| Nikias Arndt \| Allemagne \| Team Sunweb \| 4 h 19 min 15 s \| \| 2e \| Simon Gerrans \| Australie \| Orica-Scott \| + 0 s \| \| 3e \| Cameron Meyer \| Australie \| Australie \| + 0 s \| \| 4e \| Jhonatan Restrepo \| Colombie \| Katusha-Alpecin \| + 0 s \| \| 5e \| Luke Rowe \| Royaume-Uni \| Team Sky \| + 0 s \| \| 6e \| Petr Vakoč \| Tchéquie \| Quick-Step Floors \| + 0 s \| \| 7e \| Nathan Haas \| Australie \| Dimension Data \| + 0 s \| \| 8e \| Gianluca Brambilla \| Italie \| Quick-Step Floors \| + 0 s \| \| 9e \| Jay McCarthy \| Australie \| Bora-Hansgrohe \| + 0 s \| \| 10e \| Paul Martens \| Allemagne \| LottoNL-Jumbo \| + 0 s \| \| 11e \| Robert Gesink \| Pays-Bas \| LottoNL-Jumbo \| + 0 s \| \| 12e \| Rafael Valls \| Espagne \| Lotto-Soudal \| + 0 s \| \| 13e \| Sven Erik Bystrøm \| Norvège \| Katusha-Alpecin \| + 0 s \| \| 14e \| Lucas Hamilton \| Australie \| Australie \| + 0 s \| \| 15e \| Michael Woods \| Canada \| Cannondale-Drapac \| + 0 s \| \| 16e \| Jai Hindley \| Australie \| Australie \| + 0 s \| \| 17e \| Domenico Pozzovivo \| Italie \| AG2R La Mondiale \| + 0 s \| \| 18e \| Michael Storer \| Australie \| Australie \| + 0 s \| \| 19e \| Janier Acevedo \| Colombie \| UnitedHealthcare \| + 0 s \| \| 20e \| Brendan Canty \| Australie \| Cannondale-Drapac \| + 0 s \| |                    |             |                   |                 |
| |                    |             |                   |                 |
| Sources : ProCyclingStats Cycling Quotient Cycling Archives |                    |             |                   |                 |
| Classement général |                    |             |                   |                 |
| Coureur | Coureur            | Pays        | Équipe            | Temps           |
| 1er | Nikias Arndt       | Allemagne   | Team Sunweb       | 4 h 19 min 15 s |
| 2e | Simon Gerrans      | Australie   | Orica-Scott       | + 0 s           |
| 3e | Cameron Meyer      | Australie   | Australie         | + 0 s           |
| 4e | Jhonatan Restrepo  | Colombie    | Katusha-Alpecin   | + 0 s           |
| 5e | Luke Rowe          | Royaume-Uni | Team Sky          | + 0 s           |
| 6e | Petr Vakoč         | Tchéquie    | Quick-Step Floors | + 0 s           |
| 7e | Nathan Haas        | Australie   | Dimension Data    | + 0 s           |
| 8e | Gianluca Brambilla | Italie      | Quick-Step Floors | + 0 s           |
| 9e | Jay McCarthy       | Australie   | Bora-Hansgrohe    | + 0 s           |
| 10e | Paul Martens       | Allemagne   | LottoNL-Jumbo     | + 0 s           |
| 11e | Robert Gesink      | Pays-Bas    | LottoNL-Jumbo     | + 0 s           |
| 12e | Rafael Valls       | Espagne     | Lotto-Soudal      | + 0 s           |
| 13e | Sven Erik Bystrøm  | Norvège     | Katusha-Alpecin   | + 0 s           |
| 14e | Lucas Hamilton     | Australie   | Australie         | + 0 s           |
| 15e | Michael Woods      | Canada      | Cannondale-Drapac | + 0 s           |
| 16e | Jai Hindley        | Australie   | Australie         | + 0 s           |
| 17e | Domenico Pozzovivo | Italie      | AG2R La Mondiale  | + 0 s           |
| 18e | Michael Storer     | Australie   | Australie         | + 0 s           |
| 19e | Janier Acevedo     | Colombie    | UnitedHealthcare  | + 0 s           |
| 20e | Brendan Canty      | Australie   | Cannondale-Drapac | + 0 s           |

## Liste des participants
- Liste de départ complète

| Légende | Légende                                                                            | Légende | Légende                                                    |
| ------- | ---------------------------------------------------------------------------------- | ------- | ---------------------------------------------------------- |
| Num     | Dossard de départ porté par le coureur sur cette Cadel Evans Great Ocean Road Race | Pos     | Position à l'arrivée de la course                          |
|         | Indique un maillot de champion national ou mondial, suivi de sa spécialité         | NP      | Indique un coureur qui n'a pas pris le départ de la course |
| AB      | Indique un coureur qui n'a pas terminé la course                                   | HD      | Indique un coureur qui a terminé la course hors des délais |

| BMC Racing BMC                    | BMC Racing BMC              | BMC Racing BMC |
| --------------------------------- | --------------------------- | -------------- |
| Num                               | Coureur                     | Pos            |
| 1                                 | Richie Porte (AUS)          | 21e            |
| 2                                 | Rohan Dennis (AUS) (Clm)    | 96e            |
| 3                                 | Damiano Caruso (ITA)        | 33e            |
| 4                                 | Amaël Moinard (FRA)         | 93e            |
| 5                                 | Miles Scotson (AUS) (Route) | 95e            |
| 6                                 | Francisco Ventoso (ESP)     | AB             |
| 7                                 | Danilo Wyss (SUI)           | 37e            |
| Directeur sportif : Fabio Baldato |                             |                |

| Orica-Scott ORS                    | Orica-Scott ORS       | Orica-Scott ORS |
| ---------------------------------- | --------------------- | --------------- |
| Num                                | Coureur               | Pos             |
| 11                                 | Simon Gerrans (AUS)   | 2e              |
| 12                                 | Esteban Chaves (COL)  | 54e             |
| 13                                 | Sam Bewley (NZL)      | AB              |
| 14                                 | Mitchell Docker (AUS) | 38e             |
| 15                                 | Luke Durbridge (AUS)  | 53e             |
| 16                                 | Michael Hepburn (AUS) | 64e             |
| 17                                 | Damien Howson (AUS)   | 52e             |
| Directeur sportif : Matthew Wilson |                       |                 |

| Bora-Hansgrohe BOH                   | Bora-Hansgrohe BOH      | Bora-Hansgrohe BOH |
| ------------------------------------ | ----------------------- | ------------------ |
| Num                                  | Coureur                 | Pos                |
| 21                                   | Jay McCarthy (AUS)      | 9e                 |
| 22                                   | Sam Bennett (IRL)       | 74e                |
| 23                                   | Pascal Ackermann (ALL)  | AB                 |
| 24                                   | Michal Kolář (SVK)      | AB                 |
| 25                                   | Gregor Mühlberger (AUT) | 28e                |
| 26                                   | Lukas Pöstlberger (AUT) | 97e                |
| 27                                   | Rüdiger Selig (ALL)     | 73e                |
| Directeur sportif : Steffen Radochla |                         |                    |

| Dimension Data DDD                 | Dimension Data DDD               | Dimension Data DDD |
| ---------------------------------- | -------------------------------- | ------------------ |
| Num                                | Coureur                          | Pos                |
| 31                                 | Nathan Haas (AUS)                | 7e                 |
| 32                                 | Ben O'Connor (AUS)               | 70e                |
| 33                                 | Tyler Farrar (USA)               | AB                 |
| 34                                 | Jacques Janse van Rensburg (RSA) | 76e                |
| 35                                 | Lachlan Morton (AUS)             | 98e                |
| 36                                 | Mark Renshaw (AUS)               | AB                 |
| 37                                 | Jacobus Venter (RSA) (Route)     | 102e               |
| Directeur sportif : Alex Sans Vega |                                  |                    |

| Lotto-Soudal LTS                | Lotto-Soudal LTS      | Lotto-Soudal LTS |
| ------------------------------- | --------------------- | ---------------- |
| Num                             | Coureur               | Pos              |
| 41                              | Lars Bak (DEN)        | 31e              |
| 42                              | Rafael Valls (ESP)    | 12e              |
| 43                              | Sander Armée (BEL)    | 43e              |
| 44                              | Sean De Bie (BEL)     | AB               |
| 45                              | Thomas De Gendt (BEL) | 75e              |
| 46                              | Adam Hansen (AUS)     | AB               |
| 47                              | James Shaw (GBR)      | 29e              |
| Directeur sportif : Mario Aerts |                       |                  |

| Lotto NL-Jumbo TLJ              | Lotto NL-Jumbo TLJ      | Lotto NL-Jumbo TLJ |
| ------------------------------- | ----------------------- | ------------------ |
| Num                             | Coureur                 | Pos                |
| 51                              | Robert Gesink (NED)     | 11e                |
| 52                              | Alexey Vermeulen (USA)  | 36e                |
| 53                              | Paul Martens (ALL)      | 10e                |
| 54                              | Enrico Battaglin (ITA)  | 45e                |
| 55                              | Koen Bouwman (NED)      | 65e                |
| 56                              | Bert-Jan Lindeman (NED) | 81e                |
| 57                              | Robert Wagner (ALL)     | 89e                |
| Directeur sportif : Addy Engels |                         |                    |

| Katusha-Alpecin KAT                    | Katusha-Alpecin KAT       | Katusha-Alpecin KAT |
| -------------------------------------- | ------------------------- | ------------------- |
| Num                                    | Coureur                   | Pos                 |
| 61                                     | Tiago Machado (POR)       | 40e                 |
| 62                                     | Jhonatan Restrepo (COL)   | 4e                  |
| 63                                     | José Gonçalves (POR)      | 46e                 |
| 64                                     | Maurits Lammertink (NED)  | 67e                 |
| 65                                     | Sven Erik Bystrøm (NOR)   | 13e                 |
| 66                                     | Baptiste Planckaert (BEL) | 25e                 |
| 67                                     | Ángel Vicioso (ESP)       | AB                  |
| Directeur sportif : Guennadi Mikhailov |                           |                     |

| Sky SKY                             | Sky SKY                  | Sky SKY |
| ----------------------------------- | ------------------------ | ------- |
| Num                                 | Coureur                  | Pos     |
| 71                                  | Christopher Froome (GBR) | 49e     |
| 72                                  | Sergio Henao (COL)       | 22e     |
| 73                                  | Danny van Poppel (NED)   | AB      |
| 74                                  | Kenny Elissonde (FRA)    | 68e     |
| 75                                  | Sebastián Henao (COL)    | 69e     |
| 76                                  | Luke Rowe (GBR)          | 5e      |
| 77                                  | Ian Stannard (GBR)       | AB      |
| Directeur sportif : Brett Lancaster |                          |         |

| Sunweb SUN                       | Sunweb SUN                | Sunweb SUN |
| -------------------------------- | ------------------------- | ---------- |
| Num                              | Coureur                   | Pos        |
| 81                               | Nikias Arndt (ALL)        | 1er        |
| 82                               | Wilco Kelderman (NED)     | 51e        |
| 83                               | Phil Bauhaus (ALL)        | AB         |
| 84                               | Johannes Fröhlinger (ALL) | AB         |
| 85                               | Simon Geschke (ALL)       | 48e        |
| 86                               | Chris Hamilton (AUS)      | 72e        |
| 87                               | Lennard Hofstede (NED)    | 90e        |
| Directeur sportif : Luke Roberts |                           |            |

| Trek-Segafredo TFS               | Trek-Segafredo TFS      | Trek-Segafredo TFS |
| -------------------------------- | ----------------------- | ------------------ |
| Num                              | Coureur                 | Pos                |
| 91                               | Edward Theuns (BEL)     | 26e                |
| 92                               | Ruben Guerreiro (POR)   | AB                 |
| 93                               | Jarlinson Pantano (COL) | 50e                |
| 94                               | Peter Stetina (USA)     | 57e                |
| 95                               | Laurent Didier (LUX)    | AB                 |
| 96                               | Koen de Kort (NED)      | 47e                |
| 97                               | Mads Pedersen (DEN)     | 66e                |
| Directeur sportif : Kim Andersen |                         |                    |

| Cannondale-Drapac CDT           | Cannondale-Drapac CDT   | Cannondale-Drapac CDT |
| ------------------------------- | ----------------------- | --------------------- |
| Num                             | Coureur                 | Pos                   |
| 101                             | Brendan Canty (AUS)     | 20e                   |
| 102                             | Tom-Jelte Slagter (NED) | 32e                   |
| 103                             | Michael Woods (CAN)     | 15e                   |
| 104                             | Patrick Bevin (NZL)     | 30e                   |
| 105                             | William Clarke (AUS)    | AB                    |
| 106                             | Alex Howes (USA)        | 85e                   |
| 107                             | Tom Van Asbroeck (BEL)  | AB                    |
| Directeur sportif : Tom Southam |                         |                       |

| Quick-Step Floors QST              | Quick-Step Floors QST    | Quick-Step Floors QST |
| ---------------------------------- | ------------------------ | --------------------- |
| Num                                | Coureur                  | Pos                   |
| 111                                | Gianluca Brambilla (ITA) | 8e                    |
| 112                                | Enric Mas (ESP)          | 92e                   |
| 113                                | Dries Devenyns (BEL)     | 23e                   |
| 114                                | Petr Vakoč (CZE)         | 6e                    |
| 115                                | Jack Bauer (NZL) (Clm)   | 24e                   |
| 116                                | Eros Capecchi (ITA)      | AB                    |
| 117                                | Martin Velits (SVK)      | 88e                   |
| Directeur sportif : Rik Van Slycke |                          |                       |

| AG2R La Mondiale ALM               | AG2R La Mondiale ALM     | AG2R La Mondiale ALM |
| ---------------------------------- | ------------------------ | -------------------- |
| Num                                | Coureur                  | Pos                  |
| 121                                | Jan Bakelants (BEL)      | 103e                 |
| 122                                | Domenico Pozzovivo (ITA) | 17e                  |
| 123                                | Matteo Montaguti (ITA)   | 41e                  |
| 124                                | Ben Gastauer (LUX)       | 78e                  |
| 125                                | Julien Bérard (FRA)      | 56e                  |
| 126                                | François Bidard (FRA)    | 84e                  |
| 127                                | Clément Chevrier (FRA)   | 39e                  |
| Directeur sportif : Laurent Biondi |                          |                      |

| Aqua Blue Sport ABS                | Aqua Blue Sport ABS     | Aqua Blue Sport ABS |
| ---------------------------------- | ----------------------- | ------------------- |
| Num                                | Coureur                 | Pos                 |
| 131                                | Leigh Howard (AUS)      | 59e                 |
| 132                                | Conor Dunne (IRL)       | 87e                 |
| 133                                | Aaron Gate (NZL)        | 27e                 |
| 134                                | Peter Koning (NED)      | 71e                 |
| 135                                | Michel Kreder (NED)     | 91e                 |
| 136                                | Lawrence Warbasse (USA) | 61e                 |
| 137                                | Calvin Watson (AUS)     | 99e                 |
| Directeur sportif : Nicki Sørensen |                         |                     |

| Gazprom-RusVelo GAZ                | Gazprom-RusVelo GAZ     | Gazprom-RusVelo GAZ |
| ---------------------------------- | ----------------------- | ------------------- |
| Num                                | Coureur                 | Pos                 |
| 141                                | Pavel Brutt (RUS)       | 34e                 |
| 142                                | Artur Ershov (RUS)      | 101e                |
| 143                                | Sergey Nikolaev (RUS)   | 83e                 |
| 144                                | Ivan Savitskiy (RUS)    | 100e                |
| 145                                | Kirill Sveshnikov (RUS) | AB                  |
| 146                                | Alexey Tsatevitch (RUS) | AB                  |
| 147                                | Nikolay Trusov (RUS)    | AB                  |
| Directeur sportif : Sergueï Klimov |                         |                     |

| Roompot-Nederlandse Loterij RNL          | Roompot-Nederlandse Loterij RNL | Roompot-Nederlandse Loterij RNL |
| ---------------------------------------- | ------------------------------- | ------------------------------- |
| Num                                      | Coureur                         | Pos                             |
| 151                                      | Tim Ariesen (NED)               | 80e                             |
| 152                                      | Jesper Asselman (NED)           | 58e                             |
| 153                                      | Jeroen Meijers (NED)            | 62e                             |
| 154                                      | Martijn Tusveld (NED)           | 86e                             |
| 155                                      | Taco van der Hoorn (NED)        | 79e                             |
| 156                                      | Nick van der Lijke (NED)        | 82e                             |
| 157                                      | Sjoerd van Ginneken (NED)       | 35e                             |
| Directeur sportif : Jean-Paul van Poppel |                                 |                                 |

| UnitedHealthcare UHC               | UnitedHealthcare UHC    | UnitedHealthcare UHC |
| ---------------------------------- | ----------------------- | -------------------- |
| Num                                | Coureur                 | Pos                  |
| 161                                | Lachlan Norris (AUS)    | 44e                  |
| 162                                | Janier Acevedo (COL)    | 19e                  |
| 163                                | Jonathan Clarke (AUS)   | 42e                  |
| 164                                | Adrian Hegyvary (USA)   | AB                   |
| 165                                | Gregory Henderson (NZL) | AB                   |
| 166                                | Travis McCabe (USA)     | 63e                  |
| 167                                | Tanner Putt (USA)       | 94e                  |
| Directeur sportif : Hendrik Redant |                         |                      |

| UniSA-Australia AUS              | UniSA-Australia AUS    | UniSA-Australia AUS |
| -------------------------------- | ---------------------- | ------------------- |
| Num                              | Coureur                | Pos                 |
| 171                              | Lucas Hamilton (AUS)   | 14e                 |
| 172                              | Cameron Bayly (AUS)    | 55e                 |
| 173                              | Scott Bowden (AUS)     | 60e                 |
| 174                              | Jai Hindley (AUS)      | 16e                 |
| 175                              | Cameron Meyer (AUS)    | 3e                  |
| 176                              | Alexander Porter (AUS) | 77e                 |
| 177                              | Michael Storer (AUS)   | 18e                 |
| Directeur sportif : James Victor |                        |                     |